# Елліль-націр II
Елліль-націр II — ассирійський другої половини XV століття до н. е.. Зайняв трон у результаті державного перевороту.